# Goldener Hahn (Werbepreis)

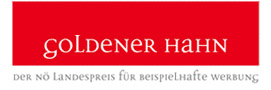
Logo des Goldenen Hahnes

Der Goldene Hahn (früher auch „Goldener Werbehahn“) ist der Niederösterreichische Landespreis für beispielhafte Werbung. Es ist der größte Werbepreis auf Landesebene in Österreich. Die Vergabe erfolgt durch den Niederösterreichischen Landeshauptmann gemeinsam mit der Wirtschaftskammer Niederösterreich.
Die Vergabe der Preise erfolgt in zwei Veranstaltungen: In einem Nominierungsevent sowie in der Werbegala Goldener Hahn. Die Organisation und Abwicklung des Preises erfolgt durch die Fachgruppe Werbung und Marktkommunikation der Wirtschaftskammer NÖ.

## Kategorien und Preise
Der Goldene Hahn wird in mehreren Kategorien vergeben. Die Ermittlung der Gewinner erfolgt in einem zweistufigen Jurierungsablauf: In jeder Kategorie werden aus den eingereichten Arbeiten im Rahmen einer Online-Jurierung die fünf am höchsten bewerteten Projekteinreichungen ermittelt. Diese stellen die Nominierten zum Goldenen Hahn dar. Aus den Nominierten wird per Juryentscheid ein Preisträger für den Goldenen Hahn mittels einer eigenen Fachjury ermittelt. Bei weniger als 5 gültigen Einreichungen in einer Kategorie kommt diese nicht zustande.
Die Kategorien im Jahr 2018: 
1. Out of Home
2. Print
3. Digital
4. Audio
5. Bewegtbild
6. Event
7. Dialog-Marketing
8. Public Relations
9. POS | Messearchitektur
10. Verpackungsdesign
11. Grafikdesign
12. Eigenwerbung
13. Kampagne

Das Aussehen der Trophäen wird regelmäßig verändert. Die aktuelle Trophäe hat die Form eines hochgestellten und in drei Segmente geteilten Quaders. Die verwendeten Materialen, wie Holz, Glas, Alu etc. werden jährlich gewechselt. Die Trophäe trägt im mittleren Segment die horizontale Beschriftung "Goldener Hahn" mit der jeweiligen Jahreszahl und im oberen Teil, vertikal ausgerichtet, die Bezeichnung der jeweiligen Kategorie. Bis 2010 waren die Trophäen aus Metall gefertigt und stellten eine versal-typographische Lösung unter Einsatz des Begriffes „kikeriki“ dar. Sie lösten die 2007 bis 2009 eingesetzten Trophäen aus Glas ab, welche durch die stilisierte Kontur eines Hahnenkammes (eigentlich die Umrisse eines dies symbolisierenden roten Handschuhes aus den Kampagnen zum Wettbewerb) charakterisiert waren.
Mit den Auszeichnungen gehen veranstalterseitig, wie für Werbepreise üblich, keine Geldpreise einher. Preisträger müssen vielmehr Kostenbeiträge zu den erhaltenen Trophäen entrichten. Je nach Jahr und Kategorie erhalten Preisträger sehr oft sponsorenseitige Leistungen.

## Ablauf
Die Teilnahme am Wettbewerb ist kostenpflichtig und erfolgt innerhalb der ausgeschriebenen Einreichfrist seit dem Jahr 2006 ausschließlich digital über ein Online-Einreichsystem.
Nach Ablauf der Einreichfrist erfolgt die Jurierung durch eine Fachjury, welche meist als Veranstaltung auch in den Medien präsent ist. Die Jurierung erfolgt unter Ausschluss der Öffentlichkeit. Die Entscheidungen betreffend der Goldenen Hähne werden bis zur Goldenen Hahn-Gala unter Verschluss gehalten. Die Nominierten werden bereits vor der Nominierungsveranstaltung schriftlich informiert. 
Die Vergabe der Preise teilt sich seit 2006 auf zwei Veranstaltungen auf und lehnt sich in ihrem Procedere ein wenig an den Oscars an: 
- Die Nominierungsveranstaltung, welche informelleren Charakter hat.
- Die Goldene Hahn-Gala, oder auch „Werbegala“ bezeichnet, findet als Hauptveranstaltung statt, deren Veranstaltungsort aufgrund des oscarähnlichen Ambientes ab 2009 auf das Stadttheater in Baden bei Wien fixiert wurde. In den letzten Jahren findet die Gala im Multiversum in Schwechat statt. Die Goldene Hahn-Gala ist öffentlich, Karten können von jedermann erworben werden. Oftmals werden die Agenturen von den Auftraggebern der nominierten Arbeiten begleitet.

## Teilnahme
Die Teilnahme am Goldenen Hahn ist allen niederösterreichischen Werbeunternehmen (Sitz in Niederösterreich) gestattet. Eingereichte Arbeiten müssen gewissen Kriterien entsprechen, etwa:
- Öffentlicher Einsatz in einem bestimmten vorangegangenen Zeitraum
- Entsprechen der internationalen Richtlinien für die Lauterkeit von Werbung (gemäß den Richtlinien der CAAA-Zertifizierung)
- Aufweisen einer klaren Zielvorgabe (Werbebriefing)
- Erreichen der Zielsetzung (Werbeerfolg)

Darüber hinaus zeichnet die Jury nur Arbeiten von überdurchschnittlicher fachlicher Qualität und mit beispielgebendem Charakter aus. Bei Verstoß gegen Grundlagen ist eine Disqualifikation oder die spätere Aberkennung eines verliehenen Preises jederzeit möglich.
Die Ausschlusskriterien wurden zuletzt etwas gelockert. Ausgeschlossen sind nun:
- Werbung für politische Parteien/Gruppierungen (aufgrund des Neutralitätsgebotes der Jury)
- Arbeiten, die den guten Sitten widersprechen oder den Anstand verletzen
- Sämtliche Arbeiten, die unter unmittelbarer Beteiligung eines Jurors oder eines Moderators der Veranstaltung entstanden sind[1]

## Jurierung und Jury
Die Jury bewertet primär nach den Kriterien, die in den Teilnahmebedingungen teils spezifisch für Kategorien genannt werden in einem nicht näher veröffentlichten Abstimmungsmodus in einer Kombination aus Onlinejurierung und Fachjurierung.
Die Fachjury setzt sich aus diversen – neutralen – Fachleuten zusammen, etwa Werbe-Fachleute aus anderen Bundesländern, Vertreter aus der Medienbranche sowie einzelne Führungskräfte aus der Wirtschaft mit Marketing-Hintergrund. Den Vorsitz führt der jeweilige Obmann der Fachgruppe Werbung und Marktkommunikation, dieser ist jedoch nicht stimmberechtigt.

## Entwicklung
Der „Goldene Hahn“, damals auch „Landespreis für vorbildhafte Werbung“, wurde 1977 von der Innung für das wirtschaftliche Werbewesen, der heutigen Fachgruppe Werbung und Marktkommunikation initiiert. 1993 wurde weiters die Werbefotografie in den Wettbewerb aufgenommen. Bis zum Jahr 2006 erfolgte die Organisation des Werbepreises neben der bis heute andauernden Zusammenarbeit mit der NÖ Landesregierung gemeinsam mit der Landesinnung der Fotografen.
Im Laufe der Jahre wurden die Kategorien, Einreich- und Bewertungsbestimmungen sowie die Auszeichnungsmodalitäten vielfach geändert. So gab es – mehr oder weniger analog zum Cannes Lions International Advertising Festival – bis 2005 ein dreistufiges System mit bronzenen, silbernen und goldenen Werbehähnen ohne eine bestimmte Ziel-Anzahl an Auszeichnungen je Kategorie sowie die Auslobung von Anerkennungspreisen bzw. -urkunden. Ein Schüler- und Studentenpreis, der „Junior-Hahn“, wurde 2010 u. a. aufgrund wiederholter Probleme mit Einreichungen sowie Regelverstößen, die eine objektive Beurteilung unmöglich machten, eingestellt.
Vor allem seit 2006 ist die Entwicklung des Goldenen Hahnes als Werbepreis sowohl von der Qualität der eingereichten Arbeiten als auch von der Anzahl der eingereichten Arbeiten stark wachsend, nicht zuletzt aufgrund der ebenso stark wachsenden NÖ Werbewirtschaft. Der Wettbewerb ist zunehmend kompetitiv, dies aufgrund der umfassenden medialen Präsenz der Auszeichnung und auch der in den letzten Jahren erfolgten Reduktion der Auszeichnungen. Der Preis wird aus diesen Gründen auch auf nationaler Ebene immer stärker von Medien und Fachmedien aufgenommen.
Im Jahr 2009 wurde der bisherige Spitzenwert von 439 Einreichungen mit rund 1.000 Einzelarbeiten erreicht, was laut Information der Fachgruppe Werbung und Marktkommunikation NÖ den größten Werbepreis auf Österreichischer Landesebene darstellte. 2010 wurde mit 390 Einreichungen und ca. 950 Einzelarbeiten eine ähnlich hohe Anzahl an Einreichungen erzielt.